# Буревєстник (Арзамаський район)
Буревєстник (рос. Буревестник) — селище в Арзамаському районі Нижньогородської області Російської Федерації.
Населення становить 1 особу. Входить до складу муніципального утворення Кириловська сільрада.

## Історія
Від 2009 року входить до складу муніципального утворення Кириловська сільрада.

## Населення
| 2002 | 2010 |
| ---- | ---- |
| 3    | ↘1   |